# Kata jedlá
Kata jedlá (Catha edulis; arabsky: قات qát), jinak známá jako khat, čat, kát, qaat, quat, gat, jaad, chat, chad, chaad a miraa, je tropická rostlina a jediný druh rodu kata z čeledi jesencovité. Pochází z východní Afriky a Arabského poloostrova. Obsahuje alkaloid zvaný kathinon, látku, která se účinkem na lidské tělo podobá amfetaminu. Využívá se jako droga, listy se žvýkají.

## Popis
Kata jedlá je pomalu rostoucí houževnatá rostlina (keř či strom), dosahující výšky 1,5 až 6 metrů, podle místa výskytu a srážek na daném místě (např. v horských částech Etiopie). Nejlépe roste v nadmořských výškách mezi 1400 a 2000 metry nad mořem. Mnohdy se však díky své odolnosti pěstuje i jako živý plot. Listy jsou oválné, mladé jsou načervenalé a měkké, starší jsou kožovité a nažloutlé. Kata kvete drobnými bílými květy.

## Výskyt a obchod
Kata se vyskytuje v Etiopii, Súdánu, Eritreji a v Džibutsku, v Somálsku a v Keni. Mimo to se ve velkém importuje do Jemenu, kde je údajně nejvyšší množství konzumentů katy na světě. Obchod s katou je velmi prastarý a probíhal už v dobách, kdy ještě na Blízkém východě nebyla známa káva. V Jemenu je dnes kata velmi důležitým obchodním artiklem. Mimoto je část produkce pašována do Evropy a USA, zejména pro potřebu imigrantů z východní Afriky.

## Žvýkání katy
Z hlediska užívání katy jsou nejcennějšími částmi mladé výhonky na koncích větví a mladé listy. Sbírají se až poté, co keř dosáhne věku alespoň 4 let, nejlépe až v 6 letech, neboť tehdy stoupá obsah alkaloidů v rostlině. Sklizeň probíhá v období sucha. V zemích východní Afriky se používá podobně jako káva v západních zemích, konzumace katy je sociální rituál a navíc je to mírný stimulant. Snižuje únavu, účinkuje podobně jako amfetaminy – zvyšuje srdeční frekvenci a tlak krve a má povzbudivé účinky po dobu několika hodin po konzumaci. Listy musí být čerstvé, nejlépe méně než 48 hodin od utrhnutí. Po vyschnutí se totiž kathinon mění na méně účinný kathin. Kata se žvýká podobně jako žvýkací tabák, existuje i kata v pastové formě, ve formě džusu či jako přísada do čaje či tabáku na kouření.
Žvýkání katy má celou řadu vedlejších účinků. Může vznikat rakovina úst, chronicky vysoký krevní tlak až zástava srdce a také zubní kaz. Ve Spojených státech je kata v jakékoliv formě ilegální; ve Velké Británii je ilegální kathinon a kathin, samotné držení katy zřejmě nikoliv.